# Uwielinek
Uwielinek – część wsi Gajew w Polsce, położona w województwie łódzkim, w powiecie łęczyckim, w gminie Witonia.
W latach 1975–1998 Uwielinek administracyjnie należał do województwa płockiego.
Do 2007 Uwielinek istniał jako samodzielna wieś.